# Dwa tysiące słów
Dwa tysiące słów (cz. Dva tisíce slov, a właściwie: Dva tisíce slov, které patří dělníkům, zemědělcům, úředníkům, vědcům, umělcům a všem) – manifest autorstwa Ludvíka Vaculíka opublikowany 27 czerwca 1968 roku. Jego celem było wytłumaczenie w przystępny sposób sytuacji w Czechosłowacji. Obok Programu Działania Komunistycznej Partii Czechosłowacji uważany ze jeden z dwóch najważniejszych dokumentów Praskiej Wiosny.
Manifest wywołał kontrowersje. Oddawał nastroje społeczeństwa, przez co podpisało się pod nim ponad 120 tys. osób. Został skrytykowany przez Komunistyczną Partię Czechosłowacji, uznany za kontrrewolucyjny, a niektórzy uważają, że przyczynił się do wkroczenia wojsk Układu Warszawskiego na Czechosłowację w sierpniu 1968 roku.

## Powstanie i publikacja
Pierwsze idee i sformułowania przedstawione później w manifeście zrodziły się podczas posiedzenia Rady Naukowej Ministerstwa Zdrowia nowego kierownictwa Komunistycznej Partii Czechosłowacji, które odbyło się 29 marca 1968 roku. Spotkali się tam m.in. Jan Brod, wówczas dyrektor Instytutu Chorób Układu Krążenia w Pradze, oraz Otakar Poupa, kierownik trzeciego wydziału Instytutu Fizjologii Czechosłowackiej Akademii Nauk w Pradze.
Do powstania manifestu przyczynił się także František Kriegel, przewodniczący Komitetu Centralnego Frontu Narodowego, który zwrócił się do naukowców o wydanie „proklamacji”, w której wyrażą opinię na temat nowej polityki w Czechosłowacji. Nie spodziewał się jednak, że postanowią oni odejść od powtarzania poparcia reform i przywódców komunistycznych, zamiast tego wytłumaczą, dlaczego uważają, że politycy rządzą źle. Chcieli tego dokonać bez używania partyjnego żargonu, jednak stwierdzili, że sami nie dadzą rady napisać takiego tekstu. Otto Wichterle zaproponował zwrócenie się o pomoc do Ludvíka Vaculíka, ówczesnego redaktora czasopisma Literární listy. Był on idealnym kandydatem do tego zadania – uważano go za konstruktywnego, twardego i szczerego, ponieważ już rok wcześniej, w czerwcu 1967 roku, na Kongresie Pisarzy wygłosił buntownicze przemówienie, za które został wykluczony z Komunistycznej Partii Czechosłowacji.
Grupa naukowców z wydziałów przyrodoznawczych Akademii Nauk zwróciła się więc z prośbą o napisanie manifestu do Ludvíka Vaculíka, a do spotkania doszło 6 czerwca 1968 roku w Parkhotelu w Pradze. Zorganizował je Jan Brod, oprócz którego obecni byli także: Otakar Poupa, Miroslav Holub oraz Otto Wichterle.
Treść manifestu miała w przystępny sposób wytłumaczyć społeczeństwu Czechosłowacji, co dzieje się w kraju. W związku z tym tekst miał być krótki, aby można go było łatwo kolportować. Początkowo przyjęto limit długości w postaci 1000 słów, jednak Vaculík stwierdził, że jest to niemożliwe, mimo że każde zdanie po kilka razy przerabiał i próbował skracać. Zdecydował się więc podwoić dopuszczalną liczbę znaków, a tekst nazwać „Dwa tysiące słów”. Po skończonej pracy, autor poprosił swojego syna o policzenie słów. Okazało się, że jest ich dokładnie 2032, jednak autor zaakceptował tę długość tekstu. Zależało mu, aby tekst ukazał się jeszcze przed wakacjami, zanim ludzie wyjadą na urlopy i stracą zainteresowanie polityką.
Humorystyczny tytuł odnoszący się do liczby słów przyczynił się prawdopodobnie do popularności tekstu. Dwa tygodnie później autor opublikował w czasopismie Literární listy artykuł pt. Omluva o 992 slovech, ponownie skłaniając czytelników do liczenia wyrazów. Ten humorystyczny zabieg spodobał się czytelnikom najwyższych szczebli polityki krajowej i zagranicznej.
Manifest został opublikowany 27 czerwca 1968 w czasopismach: Literární listy, Pracé, Zemědělské nowiny i Mladá fronta. Pełna nazwa manifestu brzmiała Dva tisíce slov, které patří dělníkům, zemědělcům, úředníkům, vědcům, umělcům a všem, co można przetłumaczyć jako Dwa tysiące słów do robotników, rolników, urzędników, naukowców, artystów i wszystkich. Łączny nakład wyniósł ok. miliona trzystu tysięcy egzemplarzy. Dwa dni później manifest opublikowano jeszcze w dwóch dziennikach: Nová Svoboda oraz Smena.
Jeszcze przed publikacją tekst podpisało 70 osób: naukowcy, sportowcy (m.in. Emil Zátopek, Věra Čáslavská, Jiří Raška), artyści (m.in. Jiří Šlitr, Yvonne Přenosilová, Karel Krautgartner, Jiří Menzel, Rudolf Hrušínský, Otomar Krejča, Jiří Suchý) i robotnicy; w tym dwaj członkowie KSČ: Karel Kosík oraz Oldřich Starý. Wśród sygnatariusz były tylko osoby narodowości czeskiej. Słowacy podpisywali się dopiero po opublikowanym tekstem, który został w słowackim mediach zamieszczony z opóźnieniem.

### Kwestia autorstwa
Mimo że treść manifestu była w większości dyktowana, a Ludvík Vaculík tylko ją spisywał, trudno jednoznacznie wykazać, kto jest autorem tekstu. Redakcja zdecydowała się jednak przypisać całość autorstwa Vaculíkowi, ponieważ w jego utworze pojawiło się odejście od polityki, a manifest został przedstawiony w sposób odrobinę poetycki i literacki. Vaculík podkreślał, że wszystkie rozmowy miały charakter ustny, nie otrzymał żadnego konspektu tekstu, a więc musiał go samodzielnie przygotować.
Według notatki funkcjonariusza aparatu bezpieczeństwa ppłk. Jerzego Kudasia ze spotkania z tajnym współpracownikiem o pseudonimie „Delta”, autorem manifestu rzekomo nie był Ludvík Vaculík, ale Adolf Hoffmeister, który miał nie chcieć podpisać się pod tekstem własnym nazwiskiem. Dubel i Niemczyk nie traktują jednak tej notatki jako przesłanki do kwestionowania autorstwa, ale podają ją w artykule jako „ciekawostkę”.

## Treść
Manifest ma 2032 słowa i składa się z trzech części tematycznych.
W pierwszej części manifest potępia sposób rządzenia krajem przez Partię Komunistyczną w ciągu ostatnich dwudziestu lat. W drugiej części wyrażana jest wiara w proces odrodzenia, a także wezwanie do wspierania postępowego skrzydła Partii Komunistycznej oraz Programu Działania, przy jednoczesnym zachowaniu ostrożności.
Trzecia część jest najbardziej prowokacyjna. Odnosi się ona do federalizacji Czechosłowacji i relacji ze Związkiem Radzieckim. Wzywa do obywatelskiego niespołuszeństwa w imię „procesu odrodzenia”, który ma wymusić odejście starych urzędników i otworzyć dyskusję na tłumione tematy. Miało ono jednak nie być „nielegalne, nieprzyzwoite i niegrzeczne”.

## Reakcje
Na ulicach całego kraju zbierano podpisy poparcia pod manifestem. Dokładna liczba podpisów pod manifestem nie jest znana. Naukowcy są zgodni, że w było to ok. 120 tysięcy głosów. Niektóre źródła piszą, że było to ponad 120 tys., inne że 150 tysięcy. Liczba 120 tysięcy jest dolnym szacunkiem łącznej liczby głosów, jednak nie można wykluczyć, że część osób podpisała więcej, niż jedną listę, a media tylko je odnotowały i nie publikowały, więc niemożliwe jest zweryfikowanie tego.
Po ogromnej liczbie podpisów można wnioskować, że tekst dobrze trafił w społeczne nastroje. Spodobał się czytelnikom w każdej warstwie społecznej, niezależnie od poglądów politycznych.
Manifest został opublikowany dzień przed konferencją KSČ, na której wybierano delegatów. Politycy stwierdzili, że data publikacji tekstu nie była przypadkowa i była to interwencja w wewnętrzne sprawy partyjne. Oldřich Černík określił moment publikacji tekstu jako niefortunny. Manifest był krytykowany przez oba skrzydła KSČ. Zwolennicy reform krytykowali go za ingerencję w sferę polityczną, a także obawiali się, że publikacja manifestu zostanie wykorzystana przez przeciwników reform jako argument potwierdzający brak kontroli nad mediami. Z kolei przeciwnicy reform alarmowali, że manifest ma charakter kontrrewolucyjny.
Alexander Dubček pochwalił dobre intencje zawarte w manifeście, jednak odrzucił go w całości, co stało się oficjalnym stanowiskiem całej partii. Josef Smrkovský także skrytykował manifest, a także zwracał uwagę, że jeśli KSČ nie podejmie działań, istnieje zagrożenie gwałtownego rozwiązania sytuacji w kraju w ciągu dwóch, trzech miesięcy. Z Pragą kontaktował się telefonicznie Leonid Breżniew, który wyrażał zaniepokojenie manifestem ze strony ZSRR.
Z perspektywy czasu niektórzy politycy z tamtego okresu uważali, że nieprzemyślana publikacja radykalnego manifestu doprowadziła do wkroczenia wojsk Układu Warszawskiego na Czechosłowację.
W czasie prześladowań w latach 1969–72 wyciągano reperkusje wobec osób popierających manifest na podstawie podpisu czy pozytywnych wypowiedzi na jego temat. Osoby takie usuwano z partii, a w instytucjach naukowych, mediach czy administracji pozbawiano funkcji lub zwalniano z pracy.

### Dowcipy
Reakcje władz na manifest stały się tematem dowcipów w Czechosłowacji. Żartowano, że na dwa tysiące słów odpowiedziano dwoma tysiącami czołgów lub że wymienienie dwóch tysięcy słów na siedem tysięcy czołgów, to świetna okazja. Popularny był także dowcip zestawiający różne narodowości, np. Amerykanina, Rosjanina i Czecha, którzy kolejno chwalą się, ile czołgów potrafią wyprodukować ich kraje. O ile inne narodowości chwaliły się wynikami produkcyjnymi fabryk, o tyle Czech twierdził, że wystarczy napisać dwa tysiące słów, a w kraju od razu pojawiają się czołgi i samoloty, co stanowiło puentę dowcipu.